# 草野一郎平
草野 一郎平（くさの いちろうべい、1906年1月5日 - 1973年11月22日）は、日本の政治家。位階は従三位、勲章は勲二等旭日重光章。衆議院議員（6期）。自由民主党所属。

## 経歴
滋賀県東浅井郡出身。高等小学校卒業後に電力会社勤務の傍ら近江新聞の通信員となり、大谷大学卒業後に新聞記者をしながら農民運動に参加。1933年に27歳で大津市会議員に当選し、新聞記者と政治家・農民運動家として活動し滋賀新聞編集局長を歴任した。
国政選挙では、1942年の翼賛選挙で滋賀選挙区に東方会から立候補したものの落選。終戦直後の1946年の総選挙でも無所属で立候補したが次点に終わり、公職追放で一時期政治から遠ざかることになる。追放解除後の1952年の総選挙では落選に終わるが、1955年の総選挙に日本民主党から立候補し、ようやく初当選。以後落選1回を経て6期務める。
この間、1962年12月8日には衆議院議事進行係を務め、第2次池田内閣の3度目の内閣改造から第3次池田内閣にかけて内閣官房副長官。第1次佐藤内閣の再改造から第2次佐藤内閣にかけて農林政務次官をそれぞれ務めた。1970年に衆議院農林水産委員長。
6期目途中の1973年11月22日、滋賀県長浜市の長浜市民病院で死去した。67歳没。死没日付をもって従三位勲二等に叙され、旭日重光章を追贈された。追悼演説は同年12月13日の衆議院本会議で瀬崎博義（旧滋賀県全県区選出、日本共産党所属）により行われた。

## 著書
- 『雑草録―ある代議士の独白』（鹿島研究所出版会、1968年）